# Street Dreams (Nas)
Street Dreams è il secondo singolo tratto da It Was Written, secondo album del rapper Nas.
Preceduto da If I Ruled the World (Imagine That), è il secondo successo dell'album. Street Dreams contiene riferimenti a Sweet Dreams (Are Made of This), celebre canzone degli Eurythmics, e campionamenti da Never Gonna Stop di Linda Clifford. Un remix, che include la partecipazione di R. Kelly, è stato pubblicato poco dopo il singolo originale e contiene campionamenti da "Choosey Lover" dei The Isley Brothers.

## Il video
Video ad altissimo budget che riprende il tema di Casinò, film diretto da Martin Scorsese. È stato girato a Las Vegas e contiene un cameo dell'attore Frank Vincent.
Come segno d'apprezzamento e stima, Scorsese ha inserito Thief's Theme, singolo del 2004 di Nas, nella colonna sonora del suo The Departed - Il bene e il male.

## Tracce

### Lato A
1. "Street Dreams" (Album Version) (4:08)
2. "Street Dreams" (Bonus Verse) (4:08)
3. "Street Dreams" (Instrumental) (4:08)

### Lato B
1. "Affirmative Action" (Remix) (4:09) 
  - Prodotta da Poke & Tone
2. "Affirmative Action" (Album Version) (4:19) 
  - Prodotta da Dave Atkinson
3. "Affirmative Action" (Instrumental) (3:44)